# Barrio de San Juan (Iguala)
Este es un Barrio localizado en el corazón de Iguala.

## Localización
Está muy cerca del Cerro Tehuehue) y la Tuxpan (Guerrero)

## Parroquia San Juan Bautista
Está ubicada en: Calle Bravo y Pacheco colonia Centro